# Chó săn Afghan
Chó săn Afghan (Afghan Hound) là một giống chó săn có nguồn gốc từ vùng Trung Á. Đây là giống chó săn được xếp vào nhóm chó săn đuổi hay chó săn rượt, là những con chó săn dựa vào tốc độ để truy đuổi con mồi. Chó săn Afghan có ngoại hình tạo một ấn tượng mạnh về sức mạnh, sự dẻo dai và vẻ cao lớn, kết hợp với tốc độ và sức mạnh. Ở Afghanistan, chúng có tên địa phương là Tāžī Spay (tiếng Pashtun: تاژي سپی) hay Sag-e Tāzī (Tiếng Ba Tư Dari: سگ تازی). Đây là một trong những giống chó lâu đời nhất. Chúng được phân loại là chó săn đuổi thuộc phân nhóm 1 Chó săn đuổi lông dài và có bờm cổ và là giống chó săn không làm việc.

## Đặc điểm
Chó săn Afghan có ngoại hình nhìn chung ấn tượng, đầu chúng ngẩng cao, trông kiêu hãnh. Chúng thường biểu lộ vẻ trầm ngâm là một đặc trưng của loài chó này. Chúng tạo một ấn tượng mạnh về sức mạnh, sự dẻo dai và vẻ đường bệ, kết hợp với tốc độ và sức mạnh. Giống chó này quan sát mọi thứ rất nhanh, ít khi nán lại để nhìn lâu. Trong chúng khá đường bệ và di biệt, đồng thời có một vẻ sắc sảo, mạnh mẽ. Chiều cao của chó đực 68–74 cm (27-29 ins) còn chó cái là 63–69 cm (25-27 ins).

### Phần đầu
Sọ của Chó săn Afghan dài, nhưng không quá hẹp, có xương chẩm lồi. Nhìn đầu cân đối với chóp sọ với dài như kiểu thắt nơ. Điểm tiếp giáp giữa mặt và sống mũi có độ lượn cong nhẹ. Mũi chúng thường có màu đen, màu nâu đỏ thẫm được chấp nhận với những con chó có màu sáng nhạt. Sống mũi của chúng dài, với hàm dẹp sát vào sống mũi. Cổ dài, mạnh mẽ, đầu ngẩng cao kiêu hãnh. Màu mắt tối được ưa chuộng hơn, nhưng màu mắt vàng cũng vẫn được chấp nhận. Mắt gần như có hình tam giác, mi mắt trên hơi xếch lên trên.
Tai chúng buông thõng và hướng ra phía sau, tai sát vào đầu và được bao phủ bằng lớp lông rất dài và mượt. Lưng thẳng, dài vừa phải và rất chắc chắn, mạnh mẽ. Hàm chúng khoẻ, với bộ răng hoàn chỉnh, đầy đủ, phát triển tốt và đan chéo nhau như lưỡi kéo (scissor bite). Răng hàm trên phủ lên răng hàm dưới, và răng mọc vuông góc với hàm. Chúng có mức độ cắn mạnh vừa phải chứ không phải là những giống chó có cú cắn chết điếng.

### Phần giữa
Vai dài và dốc, chéo về phía sau, rất lực lưỡng và mạnh mẽ nhưng vẫn nhẹ nhàng, không nặng nề. Chân trước dài và dốc, khuỷu chân thẳng đứng sau vai. Sát với lồng ngực, thẳng, không chĩa vào trong cũng không chĩa ra ngoài. Hông chúng thẳng, rộng và hơi ngắn. Mông chúng hơi thấp so với đuôi, xương chậu nhô ra và mở rộng. Xương sườn ở ngực cong vừa phải và rất sâu. đuôi không quá ngắn, buông thõng và cong nhẹ ở đầu nhưng đuôi vểnh lên khi hoạt động.
Chân trước thẳng, xương phát triển to, xương chân thẳng với xương vai nếu nhìn từ phía trước. Cổ chân dài và đàn hồi, tạo ra bước đi như đang nhún nhảy. Chân sau mạnh mẽ. Đoạn từ xương chậu đến kheo rất dài nếu so sánh với khoảng cách từ kheo chân đến bàn chân. Khuỷu chân sau cong và uyển chuyển. Bàn chân trước mạnh mẽ và rất to, cả về chiều dài và độ rộng, có lông dài và dày bao phủ. Ngón chân cong đệm chân xếp bằng phẳng trên mặt đất. Bàn chân sau dài nhưng không rộng như bàn chân trước, cũng có lông dài và dày bao phủ. Chuyển động nhẹ nhàng, nhún nhảy với kiểu dáng điệu đà.

### Lông
Chúng có bộ lông dài và dày của chúng giúp bảo vệ khỏi khí hậu lạnh giá ở vùng núi. Bộ lông của chúng là một trong những nét nổi bật của giống chó này. Lông chúng dài và rất phủ xuống hết lồng ngực, chân trước, chân sau và sườn, hông. Chó trưởng thành có lông ngắn hơn ở phía sau vai và dọc trên lưng. Lông dài từ trán ra phía sau, với kiểu thắt nơ rất dễ nhận thấy. Phía trước mặt lông ngắn. Tai và chân được lông phủ đều, dài. Cổ chân có thể trọc. Lông cần phải để phát triển tự nhiên. Lông đuôi thưa thớt.